# RTS1
RTS1 – program pierwszy serbskiej telewizji publicznej (Radio-Televizija Srbije). Został uruchomiony w 1958 roku jako Telewizja Belgrad.